# Alpenus microsticta
Alpenus microsticta is een vlinder uit de familie spinneruilen (Erebidae), onderfamilie beervlinders (Arctiinae). De wetenschappelijke naam van de soort is, als Spilosoma microsticta, voor het eerst geldig gepubliceerd in 1920 door Hampson.
Deze nachtvlinder komt voor in tropisch Afrika.